# تفجيرات عدن 2021
وقعت تفجيرات عدن عن طريق سيارتان مفخختان في عدن، اليمن، في أكتوبر 2021.
في 10 أكتوبر 2021، أسفر تفجير سيارة مفخخة في عدن باليمن عن مقتل ستة أشخاص وإصابة سبعة آخرين. وقالت وكالة الأنباء الحكومية إن القنبلة كانت محاولة اغتيال إرهابية استهدفت محافظ عدن أحمد لملس ووزير الزراعة سالم السقطري.
في 30 أكتوبر / تشرين الأول 2021، أدى انفجار سيارة مفخخة بالقرب من مطار عدن الدولي إلى مقتل ما لا يقل عن 12 مدنياً وإصابة عدد آخر. ووصف رئيس الوزراء معين عبد الملك سعيد الهجوم بأنه تفجير إرهابي.